# Фарконне, Фредерик
Фредери́к Фарконне́ (фр. Frédéric Farconnet;  23 ноября 1807 года, Гренобль — 15 июля 1863 года, Бивье) — французский адвокат, журналист и политический деятель.
Был адвокатом в Гренобле; во время Июльской монархии руководил радикальной оппозицией этого города, помещая статьи в «Patriote des Alpes».
После Февральской революции был избран мэром Гренобля и членом учредительного собрания, где примкнул к левым; после 10 декабря вступил в борьбу с политикой президента.
Переизбранный в законодательное собрание, Фарконне принадлежал и в нём к демократическому меньшинству. После 2 декабря оставил политическую деятельность.